# II. kézközépcsont

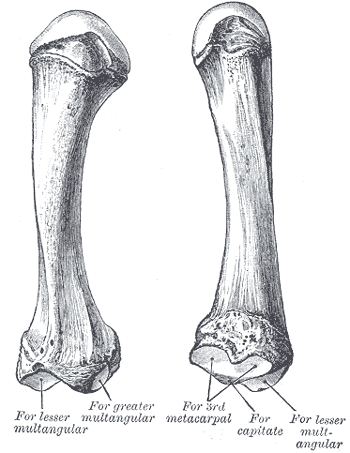
A II. kézközépcsont

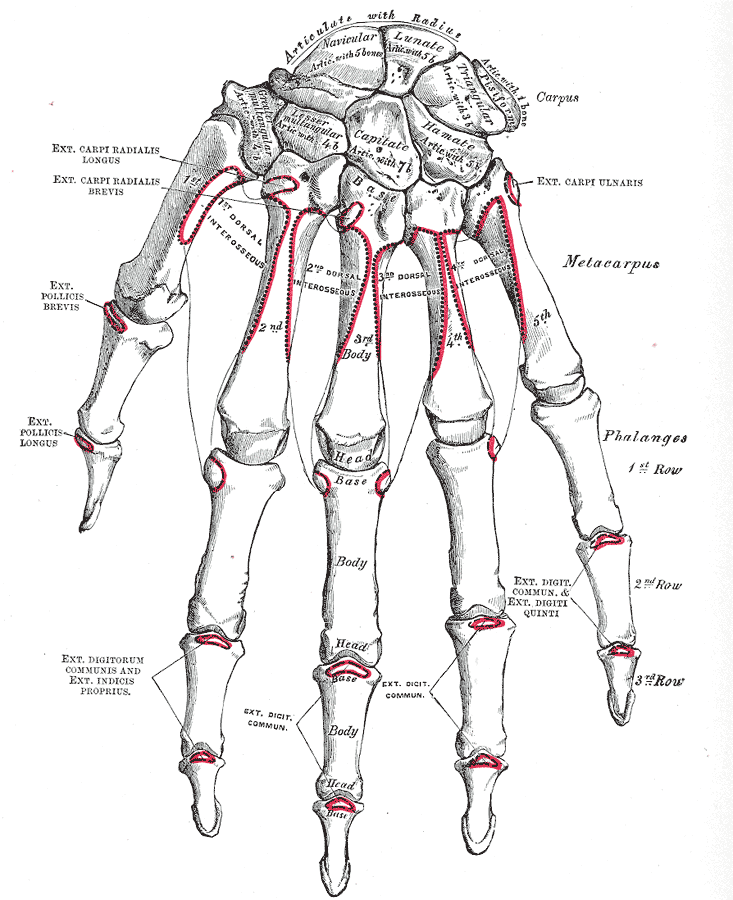
A kéz csontjai

A II. kézközépcsont (ossa metacarpalia II) a leghosszabb és az alapja a legnagyobb az I. kézközépcsont után. Az alapja felfelé és kifelé nyúlik, és egy kiálló vonulatot képez. Négy ízesülési oldala van: három a felső felszínen egy pedig az ulnaris oldalon.
A felső felszín oldalai:
- A középső a legnagyobb. Az os trapezoideum ízesül vele.
- A külső kicsi. Sima és ovális és az os trapezium ízesül vele.
- A belső a vonulat csúcsán van, hosszú és keskeny és az os capitatum ízesül vele.

Az ulnaris oldal a III. kézközépcsonttal ízesül.
A musculus extensor carpi radialis longus az alap dorsalis, a musculus flexor carpi radialis az alap volaris oldalán tapad.